# Joseph Bishara
Joseph Bishara est un compositeur, producteur, et acteur américain, né le 26 juillet 1970.

## Filmographie

### Compositeur
Films
- 1998 : Joseph's Gift de Philippe Mora
- 2000 : Le Couvent (The Convent) de Mike Mendez
- 2003 : Power Play de Joseph Zito
- 2006 : Unearthed de Matthew Leutwyler
- 2006 : Profanations (The Gravedancers) de Mike Mendez
- 2008 : Autopsy d'Adam Gierasch
- 2009 : Night of the Demons d'Adam Gierasch
- 2011 : Insidious de James Wan
- 2012 : Eleven (11-11-11) de Darren Lynn Bousman
- 2013 : Dark Skies de Scott Stewart
- 2013 : Conjuring : Les Dossiers Warren (The Conjuring) de James Wan
- 2013 : Insidious : Chapitre 2 (Insidious : Chapter 2) de James Wan
- 2014 : Annabelle de John R. Leonetti
- 2014 : Grace: The Possession de Jeff Chan
- 2015 : Insidious : Chapitre 3 (Insidious : Chapter 3) de Leigh Whannell
- 2015 : Les Dossiers secrets du Vatican (The Vatican Tapes) de Mark Neveldine
- 2016 : Conjuring 2 : Le Cas Enfield (The Conjuring 2) de James Wan
- 2016 : The Door (The Other Side of the Door) de Johannes Roberts
- 2016 : The Worthy de Ali F. Mostafa
- 2018 : Insidious : La Dernière Clé (Insidious: The Last Key) d'Adam Robitel
- 2019 : La Malédiction de la dame blanche (The Curse of La Llorona) de Michael Chaves
- 2019 : Annabelle 3 : La Maison du mal (Annabelle Comes Home) de Gary Dauberman
- 2021 : Malignant de James Wan

Courts-métrages
- 2008 : Doggie Heaven de James Wan (vidéo)
- 2011 : Hooked de Axelle Carolyn

### Acteur
- 2011 : Insidious de James Wan : le démon
- 2013 : Conjuring : Les Dossiers Warren (The Conjuring) de James Wan : Bathsheba
- 2014 : Annabelle de John R. Leonetti : le démon
- 2015 : Insidious : Chapitre 3 de Leigh Whannell : le démon (caméo)
- 2017 : Annabelle 2 : La Création du mal de David F. Sandberg : le démon

## Distinction
Récompense
- Fangoria Chainsaw Awards 2012 : Meilleure musique (Insidious)